# Narraga atromacularia
Narraga atromacularia là một loài bướm đêm trong họ Geometridae.